# Diplomatie du fer

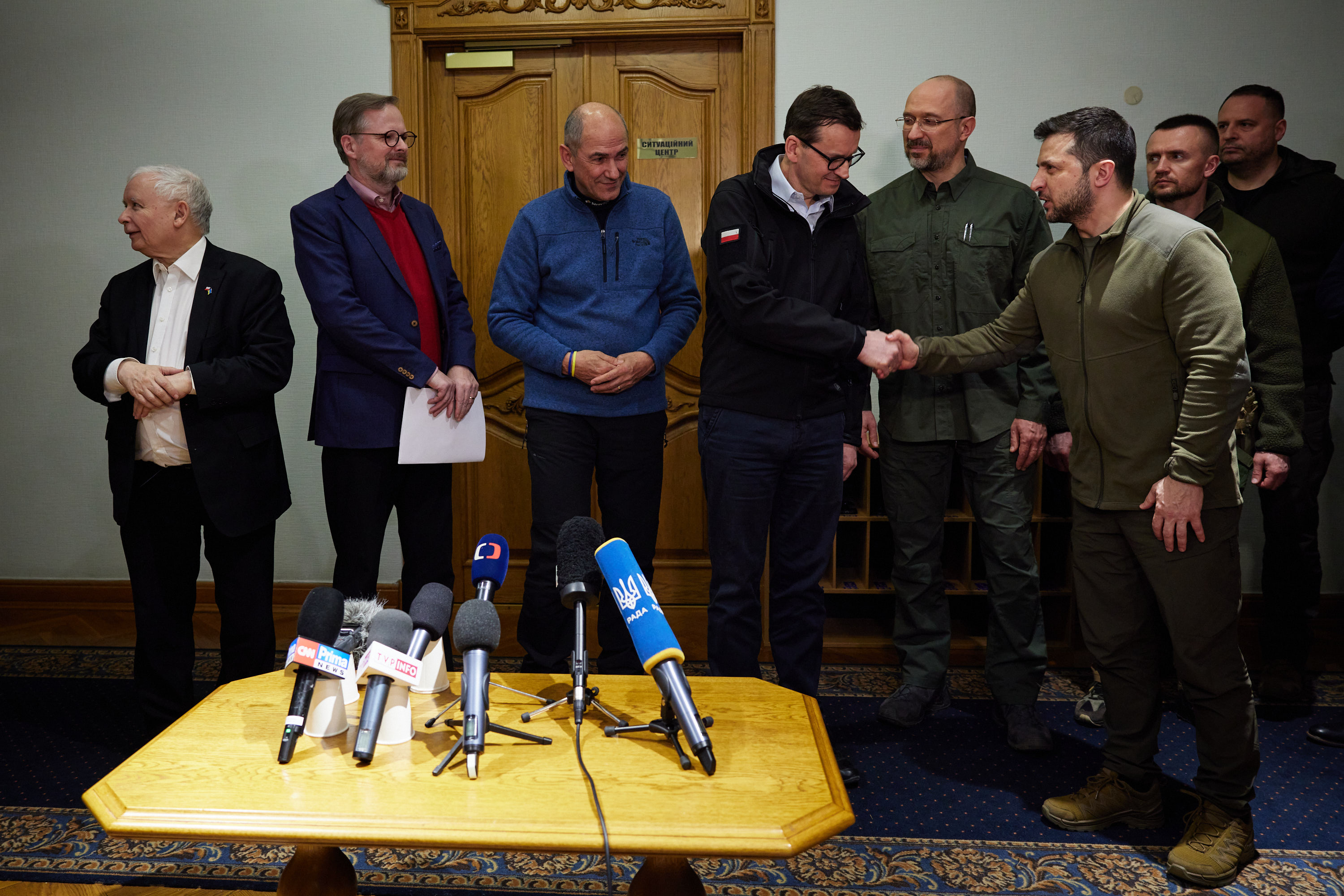
La première délégation étrangère à Kiev en 2022 avec les dirigeants ukrainiens devant la salle de réunion après son arrivée en train

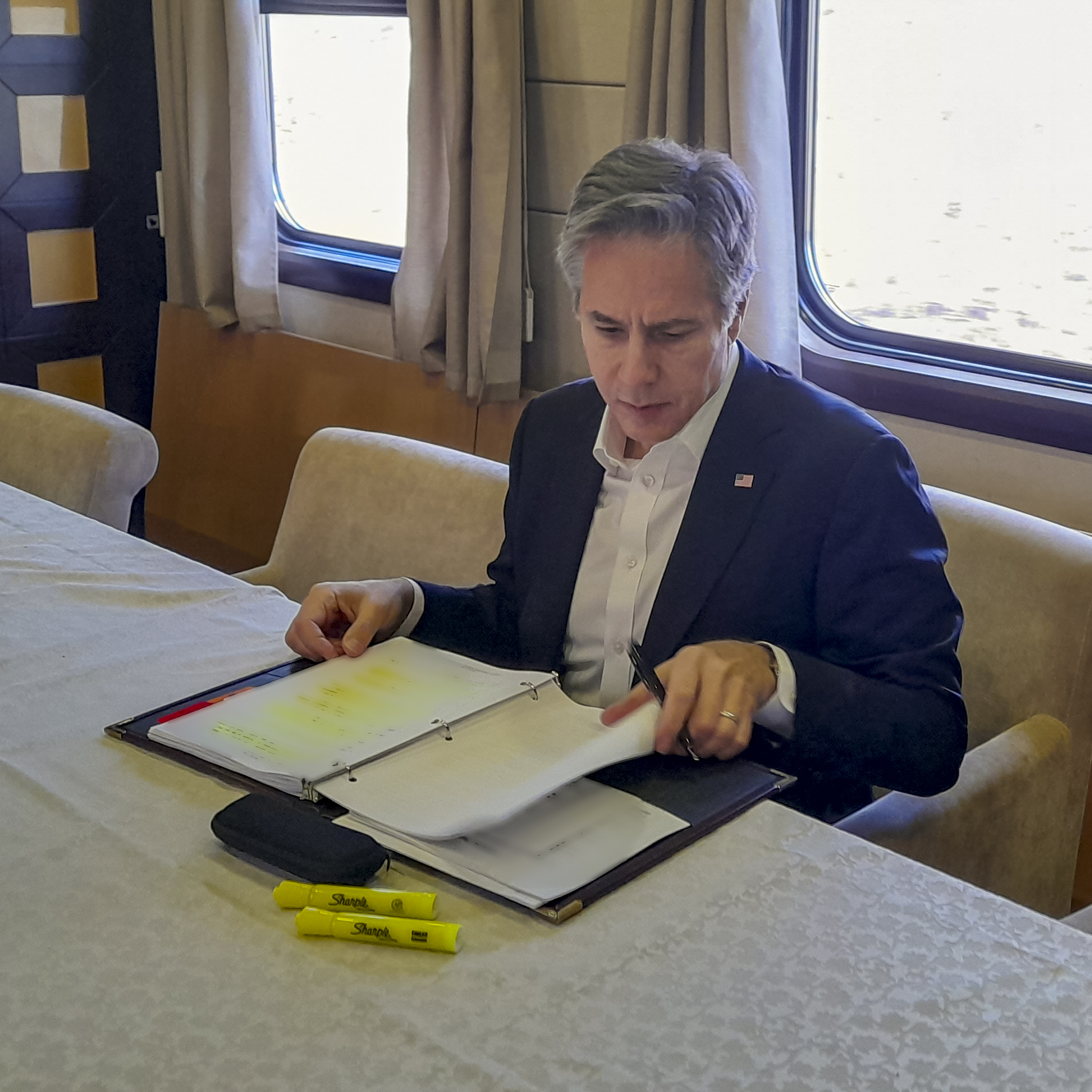
Le secrétaire d'État américain Antony Blinken dans le train pour Kiev.

La diplomatie du fer (ukrainien : залізна дипломатія) est le transport de dirigeants internationaux de Pologne à travers l'Ukraine par chemin de fer, depuis le début de l'invasion russe de l'Ukraine en 2022 ,,,,,,,,. L'expression a été inventée par Oleksandr Kamyshin, le directeur des chemins de fer ukrainiens, car de nombreux diplomates étaient transportés en train vers et depuis Kiev, la capitale ukrainienne, l'utilisation de l'espace aérien ukrainien était impraticable en raison de l'invasion,,. De plus, les premiers dirigeants étrangers à se rendre à Kiev avaient décidé d’éviter de voyager de la Pologne vers l’Ukraine à bord d’un avion militaire polonais, au cas où la Russie interpréterait cela comme une escalade. Les voyages, y compris la visite du président américain Joe Biden en 2023, commencent en Pologne avec un vol vers l'aéroport de Rzeszów-Jasionka, puis un transfert vers la gare de Przemyśl Główny, le voyage se terminant à bord d'un train de nuit.

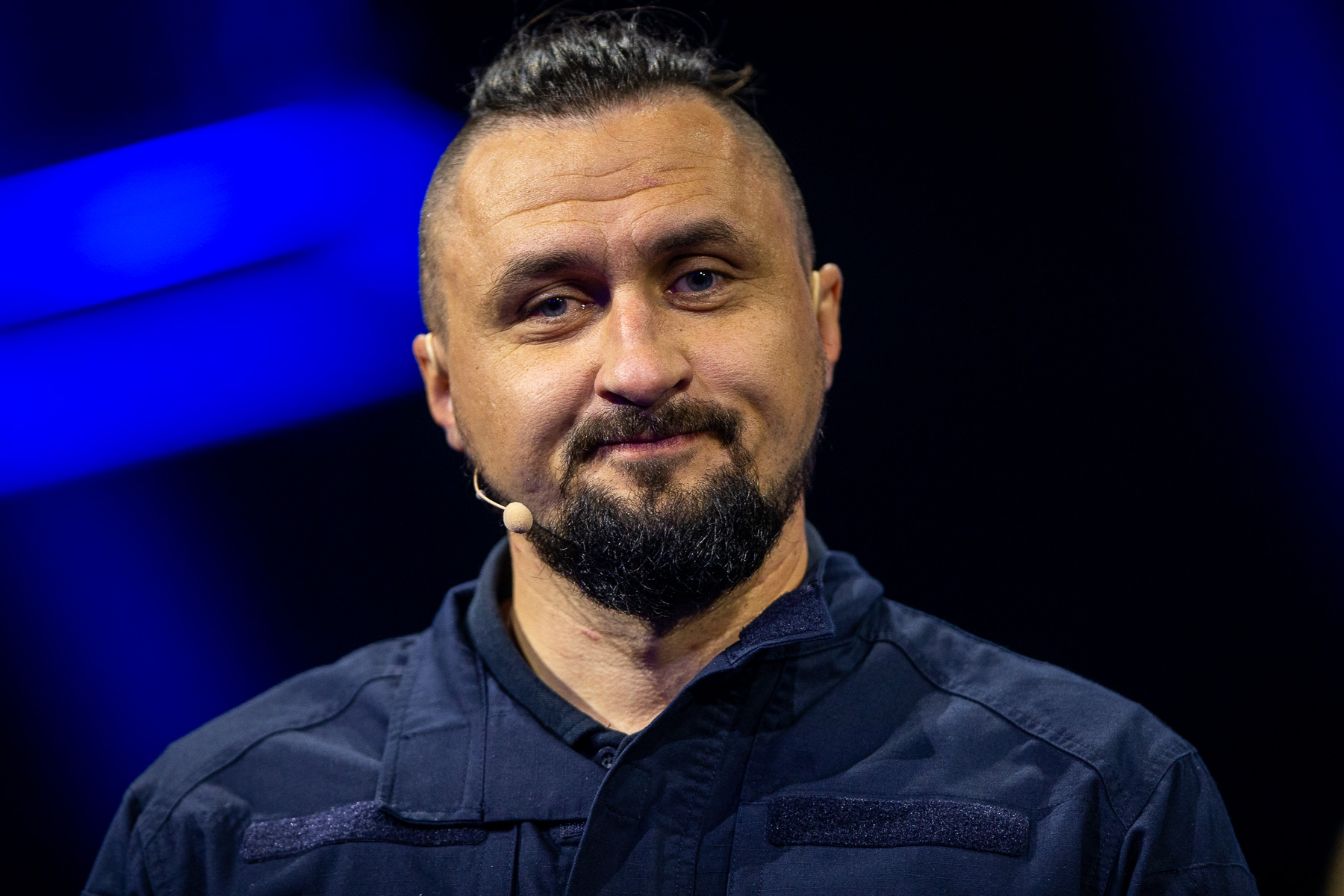
Oleksandr Kamyshin, directeur des chemins de fer ukrainiens.

## Système ferroviaire
Depuis le début de l'invasion russe à grande échelle de l'Ukraine en 2022, l'espace aérien de l'Ukraine est fermé et ses routes sont devenues peu fiables en raison des combats. En conséquence, le pays a été contraint de dépendre fortement de son système ferroviaire pour le transport, notamment pour l'aide humanitaire, les réfugiés, l'armement et la nourriture destinée à l’exportation,. Le système ferroviaire est crucial dans la résistance de l'Ukraine à l'invasion, et les chemins de fer ukrainiens ont continué à fonctionner malgré les attaques répétées contre ce dernier, comme telles que l'attaque de la gare de Kramatorsk. La sécurité a également été renforcée et Aleksandr Kamyshin, qui dirige les chemins de fer ukrainiens, est désormais armé et accompagné de deux gardes du corps, garde son emploi du temps et son emplacement secrets et évite tout contact physique avec sa famille.
Les diplomates et autres dirigeants internationaux qui souhaitent voyager par l'Ukraine ont peu de choix, et doivent avoir régulièrement recours au programme de diplomatie de fer de Kamyshin. Le trajet en train dure près de dix heures. L'Ukraine fournit également un service de sécurité aux dirigeants en visite, et Kamyshin garde également secrets les détails de leur voyage, mais parfois, les informations finissent par être rendues publiques avant que la délégation n'ait quitté l'Ukraine, ce qui augmente le risque d'une attaque,.

## Wagons
L'un des wagons utilisés dans le cadre du programme de diplomatie du fer a été construit à l'origine pour les riches touristes se rendant dans la péninsule de Crimée,. Achevé en 2014, il n'a été utilisé que quelques fois avant que la Russie n'occupât la péninsule au début de cette année-là. Des wagons récemment modernisés datant de l'époque soviétique ont également été utilisés pour le programme de diplomatie du fer. Bien que la plupart des voitures aient été réaménagées avec un mobilier haut de gamme pour permettre aux dirigeants en visite de voyager confortablement, toutes les voitures n'ont pas été rénovées selon les mêmes normes. Des différences concernant l'aménagement des wagons de train ont été constatées par le président français Emmanuel Macron, le chancelier allemand Olaf Scholz et le Premier ministre italien Mario Draghi lors de leur voyage conjoint à Kiev en juin 2022.

## Visites notables
| Date             | Voyageurs | Représentants                                                                                                | Direction       | Notes | Rf.                                |
| ---------------- | --- | --- | --------------- | --- | ---------------------------------- |
| 15 mars 2022     | Mateusz Morawiecki, Président du Conseil des ministres Petr Fiala, Président du gouvernement Janez Janša, Président du gouvernement Jarosław Kaczyński, Vice-président du Conseil des ministres | Pologne Tchéquie Slovénie Pologne                                                                            | Kyiv            | - Premiers dirigeants étrangers à se rendre en Ukraine depuis le début de l'agression russe à grande échelle | [ 12 ] [ 19 ] [ 17 ]               |
| 1er avril 2022   | Roberta Metsola, Présidente du Parlement européen | Union européenne                                                                                             | Kyiv            | - Première dirigeante de l'Union européenne à se rendre en Ukraine depuis le début de l'agression russe à grande échelle - Détails du voyage confidentiels pour des raisons de sécurité - Kamyshin a déclaré quelques semaines plus tard que « tous les dirigeants occidentaux ... arrivent en train » - Metsola a fait un discours devant la Rada suprême d'Ukraine en personne | [ 9 ] [ 20 ] [ 21 ] [ 22 ]         |
| 8 avril 2022     | Ursula von der Leyen, Présidente de la Commission européenne Josep Borrell, Haut représentant pour les affaires étrangères et la politique de sécurité Eduard Heger, Président du gouvernement | Union européenne Slovaquie                                                                                   | Kyiv            | - La visite se déroule quelques heures après l'attaque russe sur la gare de Kramatorsk, qui a fait 59 morts - Ursula von der Leyen a présenté un questionnaire concernant à l'adhésion de l'Ukraine à l'Union européenne | [ 14 ] [ 23 ] [ 24 ] [ 25 ] [ 26 ] |
| 9 avril 2022     | Boris Johnson, Premier ministre | Royaume-Uni                                                                                                  | Kyiv            | - Visite se déroulant pendant le scandale du Partygate au Royaume-Uni | [ 17 ] [ 27 ]                      |
| 9 avril 2022     | Karl Nehammer, Chancelier fédéral | Autriche | Kyiv            | - Nehammer a également visité Boutcha, scène du massacre de Boutcha - Deux jours après, le 11 avril, Nehammer rencontre le Président russe Vladimir Putin à Moscou | [ 28 ]                             |
| 13 avril 2022    | Alar Karis, Président Egils Levits, Président Gitanas Nausėda, Président Andrzej Duda, Président | Estonie Lettonie Lituanie Pologne                                                                            | Kyiv            | - Les quatre présidents ont également visité la ville de Borodianka, lourdement bombardée - Le Président fédéral allemand Frank-Walter Steinmeier avait prévu de participer à cette visite, mais le gouvernement ukrainien a retiré sont invitation. Steinmeier a finalement visité l'Ukraine le 25 octobre 2022 | [ 29 ] [ 30 ]                      |
| 24 avril 2022    | Antony Blinken, Secrétaire d'État Lloyd Austin, Secrétaire à la défense | États-Unis                                                                                                   | Kyiv            | - La visite s'est déroulée quelques heures après l'attaque sur la gare de Krasne - Incertain si les Secrétaires étaient toujours en transit pendant les attaques | [ 9 ] [ 31 ]                       |
| 28 avril 2022    | António Guterres, Secrétaire général | ONU | Kyiv            | - La visite se déroule deux jours après une rencontre avec le Président russe à Moscou - Le centre-ville de Kyiv a été attaqué alors qu'Antonio Guterres était toujours sur place - Deux roquettes ont explosé dans le District de Shevchenkivskyi, laissant la délégation de l'ONU sous le choc | [ 32 ] [ 33 ] [ 34 ]               |
| 30 avril 2022    | Nancy Pelosi, Speaker (Présidente de la Chambre des représentants) | États-Unis                                                                                                   | Kyiv            | - La délégation comprenant des membres démocrates de la Chambre : Adam Schiff (Président de la Commission du renseignement), Jim McGovern (Président de la Commission des règles), Gregory Meeks (Président de la Commission des affaires étrangères), Jason Crow, Barbara Lee, et Bill Keating | [ 35 ]                             |
| 8 mai 2022       | Justin Trudeau, Premier ministre Chrystia Freeland, Vice-première ministre Mélanie Joly, Ministre des affaires étrangères | Canada | Kyiv            | - La délégation a rouvert l'ambassade du Canada en Ukraine | [ 6 ] [ 36 ]                       |
| 22 mai 2022      | Andrzej Duda, Président | Pologne | Kyiv            | - Duda a fait un discours à la Rada Suprême, le premier dirigeant à le faire en personne depuis le début de l'invasion | [ 37 ]                             |
| 2022-05-26       | Sanna Marin, Première ministre | Finlande | Kyiv            | - Sanna Marin a également visité les villes de Boutcha et Irpin, à la suite du massacre de Boutcha et de la bataille d'Irpin | [ 38 ]                             |
| 16 juin 2022     | Emmanuel Macron, Président de la République Olaf Scholz, Chancelier fédéral Mario Draghi, Président du Conseil des ministres | France Allemagne Italie                                                                                      | Kyiv            | - Les trois dirigeants se sont déclarés favorables à l'octroi du statut de candidat à l'adhésion à l'Union européenne à l'Ukraine | [ 39 ] [ 40 ] [ 18 ]               |
| 16 juin 2022     | Klaus Iohannis, Président | Roumanie | Kyiv            | - Iohannis a rejoint Macron, Scholz, et Draghi à Kyiv mais a voyagé séparément - Il a également déclaré son soutien à l'octroi du statut de candidat | [ 41 ] [ 40 ]                      |
| 17 juin 2022     | Boris Johnson, Premier ministre | Royaume-Uni                                                                                                  | Kyiv            | - Le Royaume-Uni a accepté de former les soldats ukrainiens | [ 42 ]                             |
| 2022-06-29       | Joko Widodo, Président | Indonésie | Kyiv            | - Premier dirigeant asiatique à se rendre en Ukraine depuis le début de l'invasion - La visite a eu lieu peu de temps après le Sommet du G7 de 2022 auquel Widodo a participé - L'Indonésie devait accueillir la prochaine réunion du G20 | [ 43 ]                             |
| 3 juillet 2022   | Anthony Albanese, Premier ministre | Australie | Kyiv            | - Première visite d'un Premier ministre australien en Ukraine | [ 44 ] [ 45 ] [ 16 ] [ 46 ]        |
| 25 juillet 2022  | Alejandro Giammattei, Président | Guatemala | Kyiv            | - Première visite d'un dirigeant latino-américain depuis le début de l'invasion à grande échelle | [ 47 ]                             |
| 20 octobre 2022  | Ignazio Cassis, Président | Suisse | Kyiv            | - Rencontre avec le Président Volodymyr Zelensky et le Premier ministre Denys Schmyal concernant les efforts de reconstruction - Cassis a également visité Ivankiv et Borodianka | [ 48 ]                             |
| 25 octobre 2022  | Frank-Walter Steinmeier, Président fédéral | Allemagne | Kyiv            | - Steinmeier devait voyager le 20 octobre, mais il lui a été conseillé de reporter sa visite à la suite de l'intensification des frappes russes en Ukraine à l'automne 2022 - Steinmeier prévoyait de visiter l'Ukraine en avril 2022 avec les Présidents estonien, letton, lituanien et polonais, mais son invitation a été retirée. Steinmeier a tenu une conversation téléphonique avec Zelensky en mai, au cours de laquelle ce dernier l'a invité à venir en Ukraine. - Steinmeier a également visité la ville de Korioukivka, où il a rencontré des officiels ukrainiens dans un abri antiaérien en raison d'un raid de drones iraniens lancés par la Russie depuis la Biélorussie. | [ 30 ]                             |
| 19 novembre 2022 | Rishi Sunak, Premier ministre | Royaume-Uni                                                                                                  | Kyiv            | - Annonce d'une nouvelle aide militaire | [ 49 ]                             |
| 26 novembre 2022 | Alexander De Croo, Premier ministre Katalin Novák, Présidente Ingrida Šimonytė, Première ministre Mateusz Morawiecki, Président du Conseil des ministres | Belgique Hongrie Lituanie Pologne                                                                            | Kyiv            | - Les quatre dirigeants et Zelensky lancent l'initiative "Grain from Ukraine", pour exporter les céréales ukrainiennes aux États vulnérables aux famines et aux sécheresses | [ 50 ]                             |
| 28 novembre 2022 | Urmas Reinsalu, Ministre des affaires étrangères Pekka Haavisto, Ministre des affaires étrangères Þórdís Kolbrún R. Gylfadóttir, Ministre des affaires étrangères Edgars Rinkēvičs, Ministre des affaires étrangères Gabrielius Landsbergis, Ministre des affaires étrangères Anniken Huitfeldt, Ministre des affaires étrangères Tobias Billström, Ministre des affaires étrangères | Estonie Finlande Islande Lettonie Lituanie Norvège Suède                                                     | Kyiv            | - Les sept ministres des affaires étrangères ont visité les infrastructures détruites lors des frappes russes de 2022–2023 contre les infrastructures ukrainiennes | [ 51 ]                             |
| 30 janvier 2023  | Mette Frederiksen, Première ministre | Danemark | Mykolaiv, Odesa | - Frederiksen a été reçu par Zelensky, et ont visité ensemble un hôpital traitant les soldats blessés dans le port de Mykolaïv | [ 52 ]                             |
| 20 février 2023  | Joe Biden, Président | États-Unis                                                                                                   | Kyiv            | - Biden a été reçu par le Président Zelensky et son épouse Olena Zelenska au palais Mariinsky. Les deux présidents ont visité le Mur du souvenir du monastère Saint-Michel-au-Dôme-d'Or de Kiev, où ils ont déposé une gerbe et observé une minute de silence. Biden a également visité l'ambassade des États-Unis en Ukraine et a annoncé une aide supplémentaire à l'Ukraine. | [ 53 ]                             |
| 21 février 2023  | Giorgia Meloni, Présidente du Conseil des ministres | Italie | Kyiv            | - Meloni a rencontré Zelensky et a visité Boutcha et Irpin | [ 54 ]                             |
| 2023-02-23       | Pedro Sánchez, Président du gouvernement | Espagne | Kyiv            | - Sánchez a rencontré Zelensky et a visité Boutcha et Irpin | [ 55 ]                             |
| 28 avril 2023    | Petr Pavel, Président Zuzana Čaputová, Présidente | Tchéquie Slovaquie                                                                                           | Kyiv, Dnipro    | - Les deux présidents ont visité Borodianka et ont rencontré le Président Zelensky - Pavel a également visité Boutcha and Dnipro | [ 56 ] [ 57 ] [ 58 ]               |
| 10 juin 2023     | Justin Trudeau, Premier ministre | Canada | Kyiv            | - Trudeau et la Vice-première ministre Chrystia Freeland ont rencontré le Président Zelenskyy - Trudeau a déposé une gerbe devant le Mur du souvenir du monastère Saint-Michel-au-Dôme-d'Or de Kiev, a fait un discours devant la Rada Suprême, et a annoncé une nouvelle aide de 500 millions de dollars pour l'Ukraine | ,                                  |
| 24 février 2025  | Justin Trudeau, Premier ministreMette Frederiksen, Première ministreKristen Michal, Premier ministreUrsula von der Leyen, Présidente de la CommissionAntónio Costa, Président du Conseil européenAlexander Stubb, PrésidentBenjamin Haddad, Ministre délégué aux affaires européennesKristrún Frostadóttir, Première ministreEdgars Rinkēvičs, PrésidentGitanas Nausėda, PrésidentJonas Gahr Støre, Premier ministreFeridun Sinirlioğlu, Secrétaire généralPedro Sánchez, Président du gouvernementUlf Kristersson, Premier ministre | Canada Danemark Estonie Union européenne Finlande France Islande Lettonie Lituanie NorvègeOSCE Espagne Suède | Kyiv            | - Trudeau a ouvert un sommet pour la paix et la sécurité en Ukraine et a promis une aide militaire et économique - Plusieurs participants dont Ursula Von Der Leyen et Pedro Sanchez ont annoncé de nouvelles aides, | [ 63 ]                             |
| 10 mai 2025      | Emmanuel Macron, PrésidentFriedrich Merz, Chancelier fédéralDonald Tusk, Président du Conseil des ministresKeir Starmer, Premier ministre | France Allemagne Pologne Royaume-Uni                                                                         | Kyiv            | | [ 64 ]                             |